# Disaster
"Disaster" é uma canção da norte-americana JoJo. Foi composta pela própria, com auxílio de Gino Barletta, Marc Himmel e Mario Marchetti, sendo que o último também ficou a cargo da produção. A música estreou a 29 de Agosto de 2011 e foi disponibilizada digitalmente a 6 de Setembro do mesmo ano nas lojas iTunes Store através da Blackground Records e Interscope Records. Além da versão original, a faixa foi comercializada num extended play (EP) com cinco remisturas, editado em Março de 2012.
A nível musical, a canção é classificada como uma balada de tempo moderado com influências dos géneros musicais R&B e pop rock. Liricamente, a cantora descreve uma relação amorosa que transitou do seu estado de felicidade e pacifismo para algo tumultuoso e desastroso. As críticas foram geralmente positivas, sendo que alguns analistas elogiaram as semelhanças com o trabalho anterior de JoJo, "Too Little Too Late", e ainda com "Battlefield", por Jordin Sparks. Contudo, também criticaram negativamente o facto de, após cinco anos de pausa, não ser notória qualquer mudança ou progressão musical. Comercialmente, estreou na 87.ª posição da Billboard Hot 100 dos Estados Unidos, tornando-se no primeiro single da intérprete a conseguir entrar na tabela desde 2006.
O vídeo musical, dirigido por Benny Boom, foi gravado em Los Angeles. A sua estreia ocorreu no sítio oficial da cantora na Internet a 1 de Novembro de 2011 e foi disponibilizado no serviço Vevo no dia seguinte. JoJo afirmou que estava entusiasmada pela rodagem do teledisco, considerando-o "sensual" e que seria uma "reintrodução" para a sua carreira musical. A faixa recebeu várias interpretações ao vivo como parte da sua divulgação, como em programas de televisão e rádio, além de ter sido incluída no alinhamento do seu acto de abertura na digressão de Joe Jonas e Jay Sean em 2011.

## Desempenho nas tabelas musicais

### Posições
| Tabela musical (2011-2012)           | Melhor posição |
| ------------------------------------ | -------------- |
| Estados Unidos - Billboard Hot 100   | 87             |
| Estados Unidos - Billboard Pop Songs | 29             |